# 哈里森 (纽约州)
哈里森（英語：Harrison）美国纽约州韦斯特切斯特县村落，位于曼哈顿东北35公里处，2019年人口为28,943人。美国百事可乐、万事达卡、德士古公司总部所在地。福坦莫大学在此地有校区。

## 外部連結
- Town/Village of Harrison official website （页面存档备份，存于）